# ロバート・E・リー像
ロバート・エドワード・リー像（Robert Edward Lee 、以下：リー将軍像）は、アメリカ合衆国バージニア州シャーロッツビルにある解放公園（旧：リー公園）に設置されているブロンズ像。南北戦争にてアメリカ連合国の北バージニア軍司令官を務めたロバート・E・リーが愛馬のトラベラーにまたがった姿を表した騎馬像である。同像は1917年に建造が決定し、1924年に鋳造作業が行われた。

## 歴史
1917年、社会事業家のポール・グッドロー・マッキンタイアは、彫刻家ヘンリー・シュラディ(1871-1922)にリー将軍像の制作を依頼した。
リー将軍像はマッキンタイアが全米彫刻協会依頼した4つのブロンズ像のうちの2つ目であり、マッキンタイアはこの像を公衆の目に留まる場所に置きたいと考えており、市の一角を購入し、ちゃんとした庭園を造る目的でその土地にあった構造物を破壊した。
この一角はのちにリー将軍公園と名付けられ、マッキンタイアがシャーロッツビル市に寄贈した4つの公園のうちの最初の公園となった。
シュラディは依頼を引き受けたとき慢性的な疾患を抱えていたため、作業を早く進めることができず、1922年に亡くなった時点でもまだ像は完成していなかった。

その後、レオ・レンテリが1924年に像を完成させ、ニューヨーク州ブルックリンのローマン・ブロンズ・ワークスで鋳造された。
レンテリが完成させた像は、シュラディが作ろうとしていたものと比べると、あまり生き生きとはしていなかった。

台座から像までの高さは約26フィート、長さは約12フィート、奥行きは8フィートである。
円形の台座はウォルター・ブライアが花崗岩を削って作った物であり、 "Robert Edward Lee"という文字と彼の生没年がきざまれている。
1997年、この像はアメリカ合衆国国家歴史登録財に記録された。

## 撤去計画
2016年3月、シャーロッツビルの副市長ウェス・ベラミーは、地元の市議会にリー将軍像を撤去したうえで公園の名称を変更することを要求したことを、像の近くで行われた記者会見で発表した。
ベラミーは、リー将軍像によって市の地位は下がっているとし、「この像と公園の名前のせいで足を踏み入れるのも嫌だと思う様々な人と、私は意見を交わした。そして我々はシャーロッツビルの町にこのようなものは置くことはできない」と述べた。
全米黒人地位向上協会のシャーロッツビル支部の代表であるリック・ターナーはベラミーを支持することを表明し、リー将軍はテロリストであると名指しした。
他の者は、師団を育て上げて歴史を書き換えようとしたバージニア州の英雄・リー将軍の歴史的な偉業を軽視したとして市議会とベラミーを非難した。
「この像は憎悪の象徴であり、人種差別の潜在的なメッセージであるから、撤去してほしい」という旨の請願書が提出された。
2016年4月、市議会は、裁判所広場にあるトーマス・ジョナサン・ジャクソン（ストーンウォール・ジャクソン）将軍像とリー公園にあるロバート・エドワード・リー将軍像を含む複数の建造物や彫像について市の職員と話し合うBlue Ribbon Commission on Race, Monuments and Public Spacesという特別委員会を開くことを決定した。
2016年11月上旬に開かれたThe Blue Ribbon Commissionの投票では、6-3でジャクソン将軍とリー将軍の像を残すことを決定したが 、同年11月28日に開かれた投票では、7-2でリー将軍の像をシャーロッツビルのマッキンタイア公園から撤去し、8-1でジャクソン将軍像を残しておくことが決定し、12月にはシャーロットビル市議会において最終報告が行われた .
2017年2月6日に行われたシャーロッツビルの市議会議員5人による投票では3対2でリー将軍の像の撤去が決定し、満場一致でリー公園の改名も決定した。
これを受け、同年3月20日には友愛団体・南部連合軍退役軍人の息子たちや、 Monument Fund Inc、さらには彫刻者や寄付者の子孫にあたる多くの人々が、リー将軍像とジャクソン将軍像の撤去を阻止するために裁判を起こした。
シャーロッツビルの市議会の決定が、南北戦争の記念物を保護する法律に対する違反であり、マッキンタイアからの寄贈物であるこの像と公園に対しても市議会が法律違反を犯したか否かが争われ、この裁判はこれらの像の撤去に対する差し止めを禁ずる仮処分が下されるかとみられた。
シャーロッツビル市側は、これらの像が南北戦争に対する記念物として作られたのではなく、バージニア州の南北戦争の記念物を保護する法律の対象外であるとし、仮処分を下さないでほしいとした。

2017年3月2日、リチャード・ムーア判事は、リー将軍像については、国民の利益のためとして6か月の差し止め仮処分を下し、判決は控訴審で争われることとなった。
2017年4月、前回の2月の投票に沿う形で、市議会にて投票が行われ、3対2でリー将軍をシャーロッツビルから撤去し、市議会が選んだところに売却することが決定した。
同年7月7日から8日に日付が変わるころ、何者かがリー将軍像に赤い塗料を塗りつけた 。

このいたずらは今回が初めてではなく、2016年6月には、台座部分に"Black Lives Matter"という文字がスプレーで吹き付けられていた。

### 2017年の撤去に対する抗議運動
2017年5月13日の土曜日、解放公園オルタナティブ右翼の代表的な人物として知られるリチャード・B・スペンサーが主宰する、リー将軍像撤去に対する抗議集会が開かれた。集会の参加者は、たいまつを手に、人種差別的なスローガンや「ロシアは我らが友」という言葉を斉唱した。

また、参加者の中には竹でできた長たいまつを掲げていた者もいたが、警察が来て解散を命じた際に火を消して去っていった 。
抗議の参加者たちは翌日再び集まってろうそくを使った抗議集会を一晩中行ったため、何百人ものシャーロッツビル市民の目をひくこととなった 。
シャーロッツビルの市長であるマイケル・シンガーは、リー将軍像の撤去に賛成しており、抗議運動を非難し、リー将軍像を保存する財団はこれらの抗議集会の参加者とは一切関係がないとした。

この抗議集会で衝突は発生したものの、けが人や逮捕者は出なかった。
2017年7月8日、クー・クラックス・クランのロイヤル・ホワイト・ナイツはリー将軍像の撤去に対する抗議運動をシャーロッツビルで行った。抗議運動に参加した団員約50人に対し、何百人もの反対勢力が押し寄せた。駆け付けた警察は催涙ガスを使用し、23人を逮捕した。
同年8月12日、複数の白人至上主義勢力が参加する抗議集会が開かれ、白人至上主義者たちと反対勢力との間で衝突が発生し、死傷者を出すほどの大惨事となった。